# Constantin Manolache
Constantin Manolache (n. 10 octombrie 1906, Bârlad – d. 10 ianuarie 1977, București) a fost un entomolog român.

## Biografie
A urmat cursurile Colegiului Național „Gheorghe Roșca Codreanu" din Bârlad între 1918–1926. Apoi a fost student la Facultatea de Științe, Secția științele naturii, de la Universitatea din București între 1926–1930. A fost conferențiar (1945–1962) și profesor (1968–1973) la Institutul Agronomic din București. Autor a peste 250 de lucrări în domeniul sistematicii entomologice, biologiei, ecologiei și combaterii insectelor dăunătoare. A fost membru corespondent (din 1955) al Academiei Române. 
A fost membru corespondent al Academiei de Științe din România începând cu 2 mai 1938.

## Activitate științifică și didactică
Constantin Manolache a fost unul dintre cei mai importanți entomologi români, considerat organizatorul catedrei moderne de Entomologie agricolă la Facultatea de Agronomie din București. Încă din timpul studiilor universitare, a fost atras de științele naturii, având ca mentor pe profesorul Grigore Iliescu. La universitate, a avut șansa de a studia cu profesori renumiți precum Andrei Popovici Bâznoșanu, Dimitrie Voinov, Emil Teodorescu și Radu Codreanu.
În anul 1929, încă student fiind, a participat la campania de combatere a lăcustelor din Delta Dunării, condusă de Karl Knechtel. După obținerea licenței în 1930, a fost angajat cercetător la Stațiunea entomologică, devenind asistent titular în 1932. În 1937, a obținut titlul de doctor în Științe Naturale cu lucrarea "Cercetări cantitative asupra macrofaunei frunzarului de Larix și de stejar", sub conducerea profesorului A. Popovici Bâznoșanu.
În 1945, a devenit conferențiar la Facultatea de Agricultură București pentru disciplina Entomologie, iar în 1962 a fost avansat la funcția de profesor. S-a pensionat în 1973, la vârsta de 66 ani, continuând însă să îndrume doctoranzi români și străini din țări precum Egipt, Iran, Irak, Vietnam și Pakistan.
Cercetările sale științifice s-au concentrat pe patru direcții principale:
1. Studii de morfologie, biologie, ecologie și combatere a dăunătorilor agricoli și a insectelor entomofage
2. Studii de sistematică în domeniul zoologiei
3. Cercetări asupra dinamicii faunei culturilor agricole
4. Elaborarea de manuale și tratate de entomologie pentru studenți
A studiat și propus măsuri de combatere pentru numeroși dăunători agricoli importanți, precum gândacul ovăzului (Lema melanopus), păianjenul roșu (Tetranycus urticae), gărgărița fasolei (Acanthoscelides obtectus), gărgărița mazării (Bruchus pisorun), gândacul de Colorado (Leptinotarsa decemlineata) și omida păroasă a dudului (Hyphantria cunea).
Contribuțiile sale la studiul Aleurodoidelor, Psyllidelor și afidelor au reprezentat progrese importante în domeniul sistematicii, ecologiei și zoogeografiei. A lăsat la Muzeul Științei Naționale "Grigore Antipa" o valoroasă colecție de preparate microscopice cu specii de afide.
Din 1949, a coordonat publicarea "situației dăunătorilor animali ai plantelor cultivate", un raport periodic de mare valoare practică pentru agricultura românească. Din 1949, a condus secția de "Entomologie și zoologie agricolă" din ICAR, coordonând un plan național de cercetări agricole.
În activitatea didactică, a publicat în 1967, împreună cu Gh. Boguleanu, manualul "Entomologie Agricolă", care rămâne una dintre cele mai importante lucrări de specialitate pentru studenți. A proiectat și coordonat Tratatul de zoologie agricolă, în cinci volume, sub egida Academiei Române, reușind să vadă publicate doar primele două volume.

## Recunoaștere și distincții
Pentru meritele sale deosebite, Constantin Manolache a primit numeroase distincții:
- Membru corespondent al Academiei Române (din 1955)
- Membru titular al Academiei de Științe Agricole și Silvice (din 1970)
- Premii ale Academiei Române (1945 și 1956)
- Titlul de "Profesor universitar emerit"

A reprezentat România la numeroase simpozioane și congrese internaționale la Budapesta (1950), Berlin (1951), Sofia (1953), Varșovia (1954), Belgrad (1955), Beijing (1956), Hamburg (1957) și Moscova (1960-1968).

## Lucrări publicate
Cărți și manuale
- Curs de Entomologie agricolă, Volumul I-II, Litografiat, Institutul Agronomic "N. Bălcescu", București, 1956-1959
- Entomologie agricolă, Editura Didactică și Pedagogică, București, 1967 (cu Gh. Boguleanu)
- Tratat de zoologie agricolă, Editura Academiei Române (coordonator)

Articole și studii (selecție)
- "Asupra unei invazii de Anoxia villosa Fabr. în România (Dobrogea)", Buletinul Societății Naționale din România, nr. 5, București, 1934
- "Contribuții la biologia insectei Cassida nebulosa L. în România", Analele Institutului de Cercetări Agricole, volumul 8, 1936
- "Clysia ambiguella Hb. (Molia strugurilor)", România Viticolă, nr. 3, 1938
- "Molia fructelor uscate - Plodia interpunctella Hb.", Viața agricolă, nr. 10, București, 1942
- "Gândacul din Colorado (Leptinotarsa decimnileata Say)", Îndrumări tehnice, nr. 37, Editura Agro-silvică, 1953
- "Omida păroasă a dudului", Grădina, via și livada, nr. 10, 1953
- "Contribuții la studiul biologiei și combaterii omizii păroase a dudului (Hyphantria cunea)", Analele Institutului de Cercetări Agricole, Seria nouă, V. XXV, nr. 6, 1957
- "Contribuții ta biologia și combaterea gărgăriței florilor de măr (Anthonomus pomorum L) în R.P.R.", Buletin Științific, seria Zoologie, Academia R.P.R., T. IX, nr. 2, București, 1957
- "Cercetări biologice și de combatere a păianjenului viței (Tetranychus urticae Koch)", Analele Institutului de Cercetări Agricole, V. XXVII, seria C, 1960
- "Contribuții la studiul biologiei și ecologiei și combaterii gândacului de colorado (Leptinotarsa decimlineata Say.)", Lucrări Științifice ale Institutul Agronomic "N. Bălcescu", București, 1961
- "Noi contribuții la studiul biologiei și combaterii gândacului de colorado (Leptinotarsa decimlineata Say.) în RPR.", Studii și cercetări de biologie, seria Biologie animală, t. XV, nr.4, p. 443-464, 1963
- "Combaterea cărăbușului de stepă (Anoxia villosa F.)", Experiențe cu porumbul dublu hibrid, Editura Agrosilvică, București, 1962-1963
- "Comportarea diferitelor soiuri de fasole la atacul gărgăriței Acanthoscelides obsoletus Say", Lucrări științifice IANB, seria A, IX, p. 445-454, 1966
- "Noi cercetări asupra zborului și ariei de răspândire a cărăbușului de stepă (Anoxia villosa F.) în corelație cu factorii fizici și edafici", Analele Institutului de Cercetări pentru Protecția Plantelor, vol. IV, 1966